# جوزيف م هاربر
جوزيف م هاربر (بالإنجليزية: Joseph M. Harper)‏ (و. 1787 – 1865 م) هو سياسي من الولايات المتحدة الأمريكية .
وهو عضو في الحزب الديمقراطي الأمريكي .